# Rugosocleptes rugicollis
Rugosocleptes rugicollis – gatunek chrząszcza z rodziny kózkowatych i podrodziny zgrzypikowych. Jedyny przedstawiciel rodzaju Rugosocleptes.

## Zasięg występowania
Gatunek ten występuje na Nowej Kaledonii.